# Dieter Arend
Dieter Arend (født 14. august 1914,  ukendt dødsår) var en tysk roer og olympisk guldvinder.
Arend, der var styrmand, deltog sammen med roerne Gerhard Gustmann og Herbert Adamski  i toer med styrmand ved OL 1936 i Berlin. Tyskerne vandt sikkert deres indledende heat i ny olympisk rekordtid, hvorefter de i finalens første halvdel kunne se den italienske båd lægge sig i spidsen. Men tyskerne satte en offensiv ind og sikrede sig guldet med et forspring på næsten tretten sekunder til italienerne, mens den franske båd fik bronze.
Arend var tysk mester med Gustmann og Adamski i 1936, og i 1943 og 1944 var han som styrmand tysk mester i firer med styrmand.

## OL-medaljer
- 1936:  Guld i toer med styrmand